# Håkon Løken

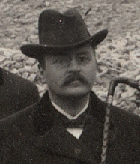
Håkon Løken

Håkon Løken, eigentlich Haakon Løken bzw. Haakon Løchen (* 9. November 1859 in Sundnes, Inderøy; † 10. September 1923 in Kristiania) war ein norwegischer Jurist, Journalist und Politiker.

## Leben
Seine Eltern waren der Gutsbesitzer Herman Løchen (1822–1876) und dessen Frau Anna Margrethe Jenssen (1826–1911). In erster Ehe heiratete er am 22. Januar 1887 in Trondheim seine Kusine zweiten Grades Bernhardine (“Benna”) Catharina Jenssen (3. September 1861–4. Mai 1907), Tochter des Grossisten Mathias Christian Jenssen (1823–1899) und dessen Frau Henriette Cathrine Kaasbøll (1829–1876); in zweiter Ehe heiratete er am 14. Januar 1909 in Trondheim Ida Jacobsson (27. Dezember 1867–21. Oktober 1929), Tochter des Pianisten Josef Philip Jacobsson (* 1830) und dessen Frau Hanne Fredrikke Iversen (* 1841).
Løken besuchte die Kathedralschule in Trondheim und begann 1877 sein Jurastudium in Christiania, das er 1884 abschloss. Während seiner Studienzeit war er zeitweilig Redaktionsmitglied in Nyt Tidskrift (Neue Zeitschrift). Er hielt sich in den Kreisen junger Akademiker auf, die von einem europäischen Kulturradikalismus geprägt waren, aber gleichzeitig eine demokratische und nationale Politik befürworteten. Für seine mehr aristokratisch geprägte Familie wurde er zum „schwarzen Schaf“, wie er selbst bekannte.
Nach dem Examen wandte er sich zurück nach Trøndelag und arbeitete eine Weile in einer Rechtsanwaltskanzlei und praktizierte als Anwalt vor dem Obergericht in Trondheim. 1889 wurde er Redaktionsmitglied in Dagsposten. Ein Jahr später war er Redakteur der Zeitung. Nach einigen Jahren hatte er diese Zeitung zum tonangebenden Organ der Venstre-Partei gemacht. Nach deren Spaltung reorganisierte er 1891 die Partei in Trondheim unter dem Namen „Trondhjems Liberale Forening“ und schuf einen mächtigen lokalen Parteiapparat. Mit dem so genannten Fortschrittsprogramm setzte sich die Venstre für ein allgemeines Wahlrecht ein. Lokal forderte die Partei eine aktive Kommune mit einem sozialen Wohlfahrtsprogramm mit Errichtung von Arbeiterwohnungen, eine Armenfürsorge nach dem Elberfelder System, eine kommunale Mittelschule, die auf die Volksschule aufbauen sollte, Achtstundentag und so weiter. Løken entwickelte sich zu dem konsequentesten Vorkämpfer einer sozialliberalen Politik. Sein Ziel war es, einen Mittelweg zwischen dem Freiheitsbegriff des klassischen Liberalismus und dem auf britischen Vorbildern beruhenden Sozialismus zu finden. Ideologisch stand er Leonard Trelawny Hobhouse und Thomas Hill Green, in der praktischen Politik dem Sozialismus Joseph Chamberlains nahe, wie dieser ihn in Birmingham praktiziert hatte. Mit diesem Programm appellierte Løken an die städtischen Arbeiterwähler. Eine Reihe Arbeitervereine trat geschlossen in Venstre ein. Die Partei gewann in Trondheim und im Kreis Levanger die drei Stortingswahlen 1894, 1897 und 1900 und erhielt auch eine große Fraktion in der Stadtverordnetenversammlung unter Führung von Løken. Aber er erreichte nie die die Mehrheit. Allmählich traten Spannungen zwischen den traditionellen Wählern der Venstre und dem arbeiterfreundlichen radikalen Flügel auf. Die politische Spaltung und auch Widerstände in der Redaktion veranlassten Løken, die Redaktion zu verlassen und eine eigene Zeitung Nidaros zu gründen. Dort nahm er unter anderem Partei für die reine norwegische Flagge ohne Unionsmarke.
Bei der Stortingswahl von 1903 kam es zur Spaltung von Venstre und zur Wahlniederlage in Trondheim. Der rechte Flügel organisierte sich in der „Liberalen Wählervereinigung“, die sich gegen die sozialistische Vereinnahmung wandte und sich der Høyre annäherte. Venstre wurde zu einer kleinen Zentrumspartei mit später zwei bis drei Abgeordneten in der Stadtverordnetenversammlung. Auf längere Sicht wurde in Trondheim die Arbeiterpartei die Erbin von Løkens Venstre und realisierte große Teile seines Programms. Der rechte Flügel, die „Liberale Wählervereinigung“, bildete die Basis für die spätere „Frisinnede Venstre“, die in Trondheim bis zum Zweiten Weltkrieg eine starke Stellung behaupten konnte.
Håkon Løken hatte viele Freunde, aber auch viele Feinde. Nach der Wahlniederlage in Trondheim verließ er die Stadt. Er ernährte sich ein paar Jahre als Schriftsteller und mit Vorträgen in Lillehammer. Er war 1912 Staatsanwalt in Nedenes (heute Teil von Arendal) und Bratsberg (heute Lunde) und 1913 bis 1918 am Untergericht in Christiania. In dieser Zeit nahm er die rassehygienischen Gedanken, die Jon Alfred Mjøen in seinem Buch Racehygiene geäußert hatte, vor dessen Kritikern in Schutz und war Mitglied von „Den konsultative norske komitè for rasehygiene“. Von 1918 bis 1923 war er stellvertretender Kommunalaufsichtsbeamter (fylkesmann) in Christiania. Er schrieb auch einige Bücher, meist mit autobiografischem Inhalt.
Während des Ersten Weltkriegs war er mit der internationalen Schiedsgerichts- und Friedensarbeit befasst. Er war 1917 bis 1919 Vorsitzender in „Norges Fredsforening“ (Norwegische Friedensvereinigung) und Präsident des „Nordisk Fredsforbund“ (Nordischer Friedensverband). Er hat auch Trollheimen seinen Namen gegeben.

## Werke (Auswahl)
- Fred og forlik i maalstriden. Bedre riksmaal eller landsmaal Trondheim 1908
- Anne Kathrines ungdom. Hverdagsbilde fra 1830–40-aarene. 1910
- Landsens liv. Billeder fra 1850–1860-aarene. 1911
- Fra Fjordnes til Sjøvinn. Billeder og minder fra 1870-årene. 1912
- Verdens forenede stater. En verdensdomstol med makt bak retten, ingen utopi, men en logisk konsekvens av retshistorien. 1916
- „Bjørnstjerne Bjørnson“ in E. Skovrup (Hrsg.): Hovedtræk af nordisk digtning i nutiden. Kopenhagen 1920, S. 419–455
- Urolige tider. Billeder og minner fra ungdoms- og studentertiden 1875–1881. 1923
- Ibsen og kjærligheten. En grunntanke gjennem Ibsens verker. 1923